# Software defined networking

esquema SDN

Redes Definidas por Software (SDN do inglês "Software-defined networking") é um paradigma de redes em que uma única plataforma de controle é responsável por um conjunto de comutadores simples. Esta plataforma distribui, coleta e orquestra estado entre esses comutadores. Isso contrasta com o modelo tradicional de redes em que cada comutador deve ser configurado individualmente e não há coordenação entre seus estados.
Em princípio, o SDN utiliza software para organizar a rede por meio de uma arquitetura baseada no controle de encaminhamento e de dispositivos através de programas SDN como o Mininet. O administrador de rede, ao utilizar SDN, pode gerenciá-la dinamicamente de forma a determiná-la sem a necessidade de interligá-la e organizá-la fisicamente. Baseando-se nisso, o SDN tem como objetivo ser adaptável.

## Introdução
As operações são feitas desacoplando o sistema que controla o tráfego da rede, enviando os mesmos através de um protocolo que define o destino dos dados neles contido. Um exemplo é o OpenFlow. Nele, o pacote pode acessar o plano de encaminhamento dos dispositivos de rede como Switch ou roteador de rede pela rede.